# Гарден-Плейн (Канзас)
Гарден-Плейн (англ. Garden Plain) — місто (англ. city) в США, в окрузі Седжвік штату Канзас. Населення — 948 осіб (2020).

## Географія
Гарден-Плейн розташований за координатами 37°39′33″ пн. ш. 97°40′52″ зх. д. / 37.65917° пн. ш. 97.68111° зх. д. (37.659206, -97.681226).  За даними Бюро перепису населення США в 2010 році місто мало площу 1,55 км², уся площа — суходіл. В 2017 році площа становила 2,55 км², уся площа — суходіл.

## Демографія
Згідно з переписом 2010 року, у місті мешкало 849 осіб у 308 домогосподарствах у складі 221 родини. Густота населення становила 547 осіб/км².  Було 320 помешкань (206/км²).
Расовий склад населення:
| - 97,8 % — білих - 0,4 % — чорних або афроамериканців - 0,2 % — корінних американців - 0,1 % — азіатів |

До двох чи більше рас належало 1,3 %. Частка іспаномовних становила 0,6 % від усіх жителів.
За віковим діапазоном населення розподілялося таким чином: 33,1 % — особи молодші 18 років, 54,2 % — особи у віці 18—64 років, 12,7 % — особи у віці 65 років та старші. Медіана віку мешканця становила 34,5 року. На 100 осіб жіночої статі у місті припадало 98,8 чоловіків;  на 100 жінок у віці від 18 років та старших — 93,9 чоловіків також старших 18 років.
Середній дохід на одне домашнє господарство  становив 69 147 доларів США (медіана — 61 250), а середній дохід на одну сім'ю — 90 388 доларів (медіана — 92 500). За межею бідності перебувало 8,7 % осіб, у тому числі 14,2 % дітей у віці до 18 років та 8,6 % осіб у віці 65 років та старших.
Цивільне працевлаштоване населення становило 413 особи. Основні галузі зайнятості: освіта, охорона здоров'я та соціальна допомога — 30,5 %, виробництво — 19,4 %, будівництво — 7,7 %, роздрібна торгівля — 7,3 %.